# Дара Екимова
Вижте пояснителната страница за други личности с името Дара.
Дара Димитрова Екимова е българска певица. Участник в телевизионното шоу „Големите надежди“, както и в „Екс фактор“, където не е допусната да продължи поради недостатъчната си по това време възраст спрямо регламента. По-значим неин запис е ремиксът на песента „Синьо“, изпята в оригинал от баща ѝ Дими – главен вокалист на група „Сленг“.

## Биография и кариера
Родена е на 25 юни 2002 г. в София. Нейни родители са PR експертката Ива Екимова и музикантът Димитър Екимов, фронтмен на група „Сленг“.
Към музиката я насочва вокалистът на „D2“ Дичо. Когато я чува как пее като малка, е категоричен, че тя трябва да продължи да развива певческите си способности. Пее от двегодишна, а още на пет става част от музикална група „Бон-Бон“.
Отгледана е от майка си, защото баща ѝ Димитър загива в катастрофа с мотор на автомагистрала „Хемус“ през 2008 г., часове преди тържеството по случай шестия ѝ рожден ден. Седем години по-късно Дара записва ремикс на песента „Синьо“, посветен именно на него. Като дете развива вокалните си качества под ръководството на Лили Михайлова. Учи солфеж, пиано и народни танци в частното „Българско школо“, а като тийнейджърка – в 125 СОУ „Проф. Боян Пенев“ с изучаване на чужди езици. Майка ѝ желае да учи висше образование, а самата Дара замисля обучение зад граница.
Освен ремикса на „Синьо“ Дара изпълнява и коледната „Едно сърце“ (композирана от баща ѝ) като дуетна половинка на Ивайло Колев от „Стар Академи“. През 2013 г. участва на кастинг на „Екс фактор“, където не продължава, причината за което е единствено единадесетгодишната ѝ възраст. На следващата година взема участие в „Големите надежди“, шоу за малки таланти.
През 2015 г. участва на националната селекция за детската „Евровизия“, която се провежда в българската столица, но не продължава към полуфиналите.
До голяма степен професионалната ѝ кариера стартира през 2019 г.
През 2020 г. участва в музикалното предаване на Нова телевизия „Маскираният певец“ като гост-участник в ролята на Принцесата. Година по-късно отново участва в „Маскираният певец“, но като редовен участник, в ролята на Порцелана.
През ноември 2022 г. представя пилотната песен „После ще му мислиш“ от дебютния си мини албум „Недей да ме будиш“. На 6 март 2023 г. публикува, едновременно в българския радио и телевизионен ефир и всички аудиострийминг платформи, втората песен от албума – едноименната „Недей да ме будиш“, в дует с Тино.

## Дискография

### Студийни албуми
- Тази стая (2024)

### Сингли
- 2018 – Луд ли си
- 2019 – Мой свят
- 2019 – Пробвай се
- 2019 – Sagapao (с участието на Iskrata)
- 2019 – Follow me
- 2020 – За теб
- 2020 – Apology (с участието на Iskrata)
- 2021 – Война
- 2021 – Последен дъх
- 2022 – Бягам
- 2023 – Остани
- 2023 – После ще му мислиш
- 2023 – Недей да ме будиш (с участието на Тино)
- 2023 – Стокхолм
- 2023 – Дишам
- 2024 – Всичко е било за добро (с участието на Михаела Филева)
- 2024 – Славата
- 2024 – Ако целувам за последно
- 2024 – Тази стая
- 2024 – Всичко ти давам
- 2025 – Нито миг (с участието на Графа)
- 2025 – C'est La Vie

## Любопитно
Освен пеенето има и други артистични интереси: ходи на курс по поетично писане към ЮНЕСКО, занимава се с актьорско майсторство, поп и джаз танци освен народните, играе тенис и кара ски, като паралелно с това изучава английски, испански и руски.